# Christian Kappus
Christian Jakob Kappus (* 21. Dezember 1882 in Weisel; † 4. April 1945 in Wiesbaden) war ein deutscher Heimatforscher.

## Leben
Christian Kappus war der älteste Sohn des Landwirts Philipp Adolf Kappus und seiner Frau Anna Magdalena geb. Knecht. Er besuchte das Lehrerseminar in Usingen, in dem ein Bruder seines Vaters 1880 an Tuberkulose gestorben war. Nachdem er das Examen abgelegt hatte, war er zuerst in Burg im damaligen Dillkreis und anschließend von 1906 bis 1910 in Dausenau im heutigen Rhein-Lahn-Kreis als Volksschullehrer tätig. 1910 wechselte er als Mittelschullehrer nach Wiesbaden. Er unternahm Bildungsreisen nach Frankreich und England. Er interessierte sich seit seiner Kindheit für Heimatgeschichte insbesondere rund um seinen Geburtsort, wozu er dann in Wiesbaden oft das Hauptstaatsarchiv aufsuchte. Seine Erkenntnisse veröffentlichte er unter anderem in der zwischen 1900 und 1934 erschienenen Zeitschrift Nassovia.
Am Ersten Weltkrieg nahm er als Soldat teil. 1917 heiratete er Johanna Munzow aus Neuried-Altenheim, mit der er Vater eines Sohnes wurde. Die Ehe wurde 1926 geschieden. Mit seiner zweiten Frau Lilli Metscher aus Iserlohn wurde er Vater einer Tochter.
Politisch war er deutsch-national eingestellt. Aus dieser Grundüberzeugung heraus unterschrieb er während der französischen Besatzung Wiesbadens zwischen 1918 und 1924 ein Protestschreiben an die Besatzer. Daraufhin wurde er aus Wiesbaden ausgewiesen und zog nach Marburg. Dort wurde er Mitarbeiter am Deutschen Sprachatlas und am Hessen-Nassauischen Volkswörterbuch. Kappus trat zum 1. Mai 1933 der NSDAP bei (Mitgliedsnummer 2.368.241) und war Sturmführer der SA-Reiterstaffel.
Im Zweiten Weltkrieg wurde er wieder einberufen und in der Wehrmacht bis zum Major befördert. 1943 wurde er aus Altersgründen aus der Wehrmacht entlassen. Kappus war nach Einschätzung der NSDAP-Kreisleitung als Mitglied der Bekennenden Kirche politisch unzuverlässig.
Am Abend des 4. April 1945 klingelten einige Männer an seiner Wohnungstür in Wiesbaden und forderten die Tochter auf, ihn zu rufen. Als er ihnen gegenüber seine Identität bestätigt hatte, schossen sie auf ihn. Die von den Besatzungstruppen verhängte nächtliche Ausgangssperre erschwerte es seinen Angehörigen einen Arzt zu holen. Christian Kappus starb nach zwei Tagen an den Folgen der erlittenen Verletzungen. Über das Motiv der Täter gibt es verschiedene Vermutungen und Gerüchte, die alle einen Rachemord in der Tat sahen. Diese reichten von einem Racheakt wegen der Erschießung von Partisanen in Russland bis hin zu plündernden polnischen Landarbeitern. Letztendlich wurde die Tat nie aufgeklärt und die Täter wurden nicht ermittelt.

## Ehrungen
Anlässlich der 400-Jahr-Feier der Philipps-Universität Marburg wurde er am 25. Juni 1927 für seine landeskundlichen Forschungen und besonders für seine Beiträge zum Sprachatlas sowie dem Volkswörterbuch zum Ehrensenator ernannt. Nach einem Beschluss der Universität aus dem Jahr 2016 werden von dieser keine Ehrungen aberkannt. Gleichzeitig wird betont, dass von den heutigen Gremien das Verhalten während der NS-Zeit missbilligt wird, wobei eine abschließende Wertung nach damaligem Kenntnisstand noch nicht möglich war.

## Nachleben und Erinnerung
Christian Kappus wurde in die Nassauische Biografie aufgenommen und 1950 erschien ein Nachruf in den Nassauischen Annalen.
Sein Nachlass im Umfang von zwei Regalmetern, darunter ein begonnenes Gedächtnisbuch der nassauischen Gefallenen des Ersten Weltkriegs, befindet sich hauptsächlich im Hauptstaatsarchiv in Wiesbaden. Teile zur Mundartforschung sind im Bestand der Universitätsbibliothek Marburg.